# Nathaniel Macon

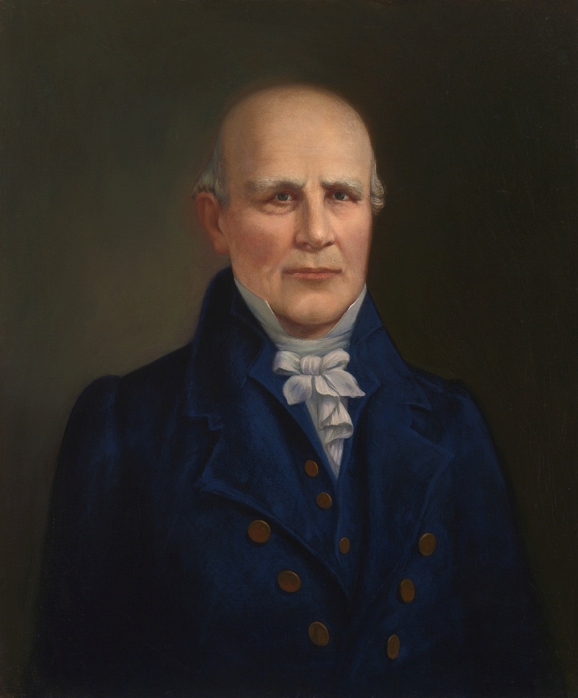
Nathaniel Macon

Nathaniel Macon (* 17. Dezember 1757 in Warrenton, Province of North Carolina; † 29. Juni 1837 in Warren County, North Carolina) war ein US-amerikanischer Politiker und Sprecher der republikanischen Politiker innerhalb der damaligen Demokratisch-Republikanischen Partei, welche die Macht der Regierung einschränken wollte.

## Frühe Jahre
Macon wurde bei Warrenton in North Carolina geboren und ging auf das College von New Jersey. Im Unabhängigkeitskrieg diente er nur sehr kurz. Seine politische Laufbahn begann mit der Mitgliedschaft im Senat von North Carolina in den Jahren 1781, 1782 und 1784; die Berufung als Delegierter zum Kontinentalkongress lehnte er ab. Von 1791 bis 1815 war er Mitglied des US-Repräsentantenhauses, dessen Sprecher er von 1801 bis 1807 war. Er diente im Senat vom Dezember 1815 bis zu seinem Rücktritt 1828. Außerdem war er 1835 Präsident der North Carolina Constitutional Convention.

## Politiker
Er lehnte die Verfassung ab und widmete seine vier Dekaden im Kongress der Vereinigten Staaten dem Ziel, die Regierung zu schwächen. Besonders verabscheute er Alexander Hamilton und sein Föderalistisches Programm. Er widersetzte sich erbittert dem Jay-Vertrag im Jahre 1795, den Alien and Sedition Acts von 1798 und der Bewegung für den Krieg mit Frankreich in den Jahren 1798/99. Er begrüßte Thomas Jeffersons Kauf von Louisiana 1803 und versuchte ihn zu bewegen, Florida ebenfalls zu erwerben. Er unterstützte von 1801 bis 1817 alle außenpolitischen Vorhaben von Jefferson und James Madison. Im Jahre 1809 saß er dem Vorgänger des United States Senate Committee on Foreign Relations vor, dem Ausschuss, der die Gesetzgebung zur Außenpolitik der Vereinigten Staaten behandelt. In den Jahren 1818–1819, 1825–1826 und 1827–1828 war er ebenfalls Vorsitzender dieses Komitees.
Mit Macons Namen sind zwei Gesetzentwürfe verbunden, die als Macon’s Bill Number 1 und Macon’s Bill Number 2 bekannt sind. Der erste Gesetzentwurf, der die Beschränkung des Handels mit Großbritannien und Frankreich enthielt, wurde 1809 von Macon in den Kongress eingebracht und vom Repräsentantenhaus zunächst angenommen. Nachdem der Senat aber umfangreiche Änderungen vorgenommen hatte, stimmte das Repräsentantenhaus gegen den Entwurf, der daher nie Gesetz wurde. Macon’s Bill Number 2 (offiziell An Act concerning the commercial intercourse between the United States and Great Britain and France, and their dependencies, and for other purposes) wurde von Macon weder eingebracht, noch stimmte er für den Entwurf. Das Gesetz trat im Mai 1810 in Kraft und hob alle Einschränkungen des Handels mit Großbritannien und Frankreich für drei Monate auf, kündigte aber eine Wiederaufnahme des Embargos für eine der beiden Mächte an, wenn die andere die Störungen der amerikanische Schifffahrt einstellen würde.
Macon unterstützte Madison als dieser 1812 den Britisch-Amerikanischen Krieg ausrief; er lehnte die Wehrpflicht jedoch ab, um eine Armee aufzubauen, ebenso höhere Steuern. Er verweigerte 1811 und 1816 die Neugründung der United States Bank, außerdem stimmte er gegen jegliche Form von Schutzzöllen. Er unterstützte einige Pläne der Regierung zum Bau von Straßen, war aber dennoch gegen jede Art von Vorschlägen, die von Henry Clay und John C. Calhoun vorgebracht wurden. Während der Debatte in Missouri im Jahre 1820 stimmte er gegen die Kompromissvorschläge von Henry Clay. Außerdem war er ein strikter Verteidiger der Sklaverei in den Südstaaten, da dies eine wirtschaftliche Notwendigkeit sei. Er war selbst Sklavenhalter.
Für 37 Jahre war Macon der prominenteste Nein-Sager im Kongress. Über ihn wurde gesagt, dass während seiner Amtszeiten kaum jemand anderes ähnlich oft dagegen stimmte. „Ablehnung war sein ein und alles“. Er war eine ländliche Natur und war örtlich fixiert. Wirtschaftlichkeit war die Leidenschaft seiner Karriere. Seine Sparsamkeit der öffentlichen Gelder war die gründlichste und strengste und spiegelte sich in der stetigen Zurückweisung von nahezu allen Vorschlägen wider, die man nur machen konnte.

## Tod
Macon starb am 29. Juni 1837 im Warren County, North Carolina, wo er auch auf einem privaten Friedhof begraben wurde.
Macon County in Alabama, Macon County in Georgia, Macon County in Illinois, Macon County in Missouri, Macon County in North Carolina und Macon County in Tennessee sind ihm zu Ehren nach ihm benannt worden. Außerdem tragen die Städte Macon in Georgia und Macon in North Carolina ebenfalls seinen Namen, so wie auch das Randolph-Macon College in Ashland, Virginia nach ihm benannt wurde. Er war außerdem der Onkel des Kongressabgeordneten Micajah Thomas Hawkins und Urgroßvater von Charles Martin, der ebenfalls Kongressabgeordneter war.